# Berliet 7HP
Der Berliet 7 HP (auch Berliet 7 CV) ist als Bezeichnung für ein Baureihe von Pkw-Modellen bekannt. Hersteller war Berliet in Frankreich.

## Beschreibung
Mit der Bezeichnung Berliet 7 HP wurde im Verlauf der Modellgeschichte von Berliet ein Fahrzeugtyp angeboten. Statt der offenbar für den Käufer wenig aussagekräftigen internen Werksbezeichnung (bestehend aus Buchstaben) benutzte Berliet für seine PKW-Modelle gegenüber den Kunden in der Werbung und im Verkauf zur näheren Bezeichnung eines Typs üblicherweise die Angabe der steuerlich relevanten Leistung. Hierbei wurden die englische Bezeichnung „HP“ (horse power) und die französische „CV“ (cheval vapeur) synonym verwendet; bei Berliet sprach man bis Mitte der 1920er Jahre fast ausschließlich von HP. 
Die Verkaufsbezeichnung 7 HP kann – ausschließlich dem Berliet VI (gebaut 1924 bis 1927) zugeordnet werden.